# شیرین فوزدار
شیرین فوزدار (۱۹۰۵–۱۹۹۲) فعال حقوق زنان ایرانی-هندی بود. او که در هند متولد شد، در دهه‌های ۱۹۳۰ و ۱۹۴۰ روی مسائل حقوق زنان و رفاه در ایران کار کرد. در سال ۱۹۵۰ او و همسرش به سنگاپور نقل مکان کردند تا به گسترش یهائیت کمک کنند. در سنگاپور، او در برابر نابرابری ازدواج و چند همسری مبارزه کرد. او در تأسیس شورای زنان سنگاپور و دادگاه Syariah این کشور نقش مهمی داشت و در تلاش‌های حمایتی که منجر به تبدیل منشور زنان به قانون شد، رهبر بود.
پس از مرگ همسرش در سال ۱۹۵۸، و تصویب منشور زنان در سال ۱۹۶۱، او به مدت ۱۴ سال به تایلند رفت و در این مدت مدرسه‌ای برای دختران در معرض خطر روسپی‌گری تأسیس کرد.

## اوایل زندگی
شیرین فوزدار در سال ۱۹۰۵ بمبئی، هند متولد شد. پدر و مادرش، مهربان خدابوکس بهجت دولت، ایرانی و زرتشتی بودند که به آئین بهائیت گرویده‌بودند. او در سن ۱۷ سالگی در کنوانسیون ملی بهائیان هند در کراچی در مورد آموزش همگانی و برابری زن و مرد که از آموزه‌های بهائیت است، سخنرانی کرد. در دههٔ ۱۹۳۰ او در کنفرانس زنان آسیایی شرکت کرد. این کنفرانس به و مأموریت داد تا در کنفرانس جامعه ملل در در سال ۱۹۳۴ در مورد برابری سخنرانی کند. او به ایراد سخنرانی‌های عمومی ادامه داد و در سال ۱۹۴۱ به دستور مهاتما گاندی در مورد صلح در احمدآباد سخنرانی کرد.

## سنگاپور
در سال ۱۹۵۰ فوزدار به همراه همسرش خداداد فوزدار به کشور سنگاپور نقل مکان کردند تا تعالیم بهائیت را گسترش دهد. شوهر او نیز یک پزشک زرتشتی بود که به عنوان اولین زرتشتی هندی که به بهائیت گروید توصیف می‌شود. در سال ۱۹۵۲، او شورای زنان سنگاپور (SCW) را به همراه دیگر فعالانی که نماینده سازمان‌های زنان موجود بودند، تأسیس کرد. فوزدار یکی از رهبران فشار برای برگزاری جلسه ای بود که منجر به تأسیس این شورا شد بود. او در آن جلسه اولیه به شکل‌گیری چشم‌انداز و دستور کار گروه کمک کرد. او به عنوان دبیرکل افتخاری گروه انتخاب شد و ارتباطات اولیه خود را برای رسانه‌ها و سیاستمداران ارسال کرد. این گروه اولین سازمان اقدام سیاسی زنان در این کشور بود و با بیش از ۲۰۰۰ عضو، بزرگ‌ترین گروه از این قبیل برای پنج دهه بود.
یکی از مسائلی که توجه فوری فوزدار را به خود جلب کرد، نابرابری در ازدواج بود. قوانین حاکم بر ازدواج و طلاق به شوهر این قدرت را می‌داد که به راحتی طلاق و ازدواج مجدد کند و زن را با حق رجوع ناچیزی رها کند. فوزدار در مصاحبه ای توضیح داد که «وقتی برای اولین بار به اینجا آمدم، آمار چندهمسری و طلاق آسان نگران کننده بود. قوانین ازدواج ضعیف بود. زنان از انواع ظلم‌ها رنج می‌بردند، زیرا مردان معتقد بودند که زنان جنس ضعیف تر هستند.» فوزدار و شورای زنان سنگاپور به شدت برای یافتن راه حل مبارزه کردند و در سال ۱۹۵۵ دادگاه Syariah برای رسیدگی به این موضوع تشکیل شد. دادگاه صلاحیت ازدواج و طلاق را داشت، می‌توانست شوهران را به پرداخت نفقه محکوم کند و قبل از اینکه تعدد زوجات غیرقانونی شود، می‌توانست شوهر را مجبور کند که رضایت همسر اول خود را قبل از ازدواج با زن دوم جلب کند. کتاب زندگی ما برای زندگی: قرار دادن چهره یک زن برای تغییر در سنگاپور، فوزدار، چه زهرا بینته نور محمد و خطیجون نیسا سراج را به عنوان نیروهای اصلی تشکیل دادگاه معرفی می‌کند.
در طول دهه ۱۹۵۰، فوزدار و شورای زنان سنگاپور با حزب اقدام مردم (PAP) که در سال ۱۹۵۴ بر پایه مبارزه برای استقلال سنگاپور از بریتانیا تأسیس شد، روابط کاری ناسازگاری داشتند. شورای زنان سنگاپور امیدوار بود که حزب اقدام را وادار کند تا مسائل برابری زنان، به ویژه لغو تعدد زوجات را در دستور کار خود قرار دهد. حزب اقدام در مقاطعی به شدت پذیرای این موضوع بود و در سال ۱۹۵۶ به فوزدار این فرصت را داد تا در راهپیمایی روز زن که توسط حزب سازماندهی شده بود، در مورد موضوع چندهمسری صحبت کند. با این حال، در سال ۱۹۵۷، شورای زنان از انفعال حزب در مورد مسائل برابری زنان ناامید شد و از اعضای شورای زنان سنگاپور خواست تا به عنوان نامزد مستقل در انتخابات شورای شهر آن سال شرکت کنند و نه به عنوان نامزد حزب اقدام مردم. حزب اقدام مردم تنها حزبی بود که در نهایت حقوق زنان و زبان ضد تعدد همسر را در منشور خود قرار داد. حزب اقدام در انتخابات آن سال، تا حد زیادی به دلیل حمایت رای‌دهندگان زن، شکست خورد. فوزدار به سرعت حرکت کرد و از حزب خواست که لایحه حقوق زنان را که برای اولین بار در سال ۱۹۵۴ پیشنهاد شد، تصویب کند. قانونگذار این موضوع را در سال ۱۹۶۰ با استفاده از پیشنهاد ۱۹۵۴ به عنوان چارچوب مطرح کرد و در سال ۱۹۶۱ منشور زنان به قانون تبدیل شد. این لایحه تعدد زوجات را غیرقانونی اعلام کرد، زنان را در برابر شوهرانی که مرتکب زنا یا دوهمسری شده بودند، رجوع قانونی کرد، و تعدادی مقررات دیگر را نیز دربرداشت که از زنان و دختران حمایت می‌کرد.

## اواخر زندگی
شوهر فوزدار در سال ۱۹۵۸ درگذشت وسه سال بعد سال ۱۹۶۱ شیرین فوزدار به روستاهای تایلند نقل مکان کرد و در آنجا مدرسه ای برای دختران راه اندازی کرد. این اقدام او، با هدف توانمندسازی زنان در برابر اجبار به تن‌فروشی انجام شده‌بود. او قبل از بازگشت به سنگاپور، ۱۴ سال را در این کشور گذراند. او به سفرهای بین‌المللی خود ادامه داد و به سخنرانی در مورد مسائل حقوق زنان و همچنین در مورد بهائیت ادامه داد.
شیرین فوزدار در تاریخ ۲ فوریه ۱۹۹۲ برابر ۲ بهمن ۱۳۷۱ بر اثر سرطان درگذشت. او سه پسر و دو دختر داشت. دختر بزرگ مونیرا فوزدار، وکیل دادگستری، با سر چینوبهای مادوولال رانچودلال، سومین بارونت شاهپور ازدواج کرد.